# 무안 평산사
평산사는 대한민국 전라남도 무안군 현경면에 있다. 2009년 4월 16일 무안군의 향토문화유산 제9호로 지정되었다.

## 개요
최익현·기우만·박임상 등 3명의 유학자를 모신 사우로 1945년 건립되었다. 박임상(朴琳相, 1864~1944,무안출생)은 을미사변이 일어나자 제자 수 십 명을 규합하여 최익현(위정척사 계열)의 진에 참여하였으나 뜻을 이루지 못하였다. 이후 智島 頭流에 壇을 설치하고 이항로·기정진·김평묵·최익현 등 네 스승의 위패를 봉안하여 제사를 받들게 하였다. 그 후 최익현과 기우만 선생의 사우를 건립하고자 부지를 다듬다가 일본 경찰에게 발각되어 뜻을 못 이루고 1944년 그 아들 현풍에게 두 선생의 사우를 꼭 세우라고 유언을 남기고 사망하였다. 이에 박임상의 제자들과 자손이 합심하여 평산사를 건립하고 최익현·기우만 두 분 선생을 봉안하고 2년 후 박공을 배향하였다.